# Apodacra nigropicta
Apodacra nigropicta är en tvåvingeart som först beskrevs av Boris Borisovitsch Rohdendorf 1934.  Apodacra nigropicta ingår i släktet Apodacra och familjen köttflugor.
Artens utbredningsområde är Egypten. Inga underarter finns listade i Catalogue of Life.